# Laanshøj
Laanshøj er et nyt byområde, der er ved at blive etableret ved den nu nedlagte Flyvestation Værløse. Byområdet nåede 928 indbyggere  (2024). Byområdet er beliggende i Furesø Kommune på området, der husede Flyvestation Værløses Nordlejr og ligger således nogle hundrede meter syd for Kirke Værløse og 3 kilometer vest for Værløse. Ifølge Furesø Kommune er det planen, at det 95 ha store område skal omdannes til en ny bydel. Det er Kuben Byg A/S, der omdanner området.